# Buckler’s Hard

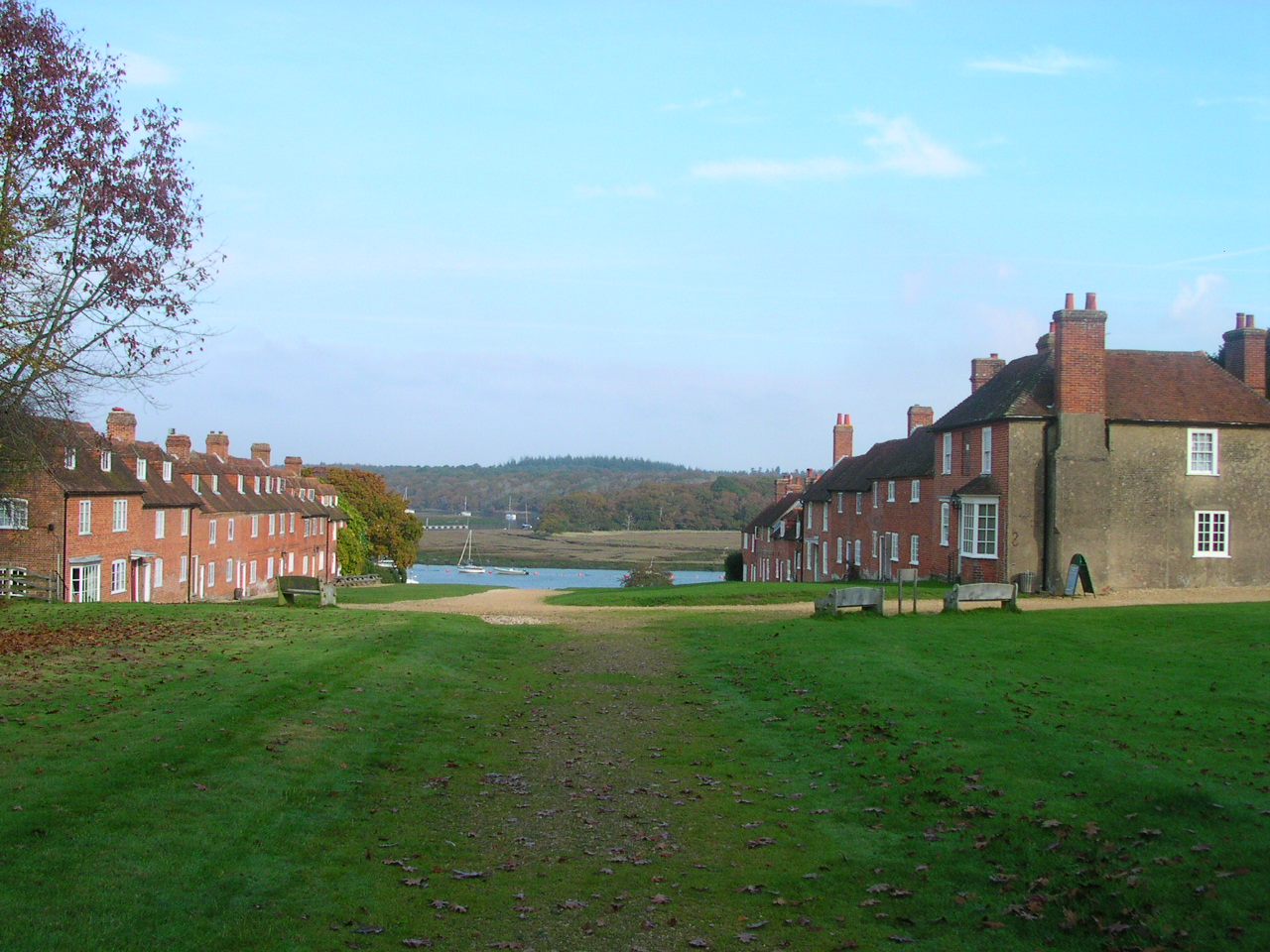
Buckler's Hard

Buckler’s Hard ist ein Weiler im englischen County Hampshire, gelegen am Beaulieu River, ca. 4 km südlich von Beaulieu (Hampshire). Er gehört zum 9000 km² großen Beaulieu Estate.

## Geschichte
Der von John Montagu, 2. Duke of Montagu als Montagu Town gegründete Ort war als Hafen für den Handel mit den Westindischen Inseln gedacht. Die günstige Lage des Ortes förderte die Entstehung einer Werft. Der zum Meer hin geschützte Fluss konnte von größeren Schiffen befahren werden, sein Kies-Ufer hatte genug Stabilität, um die Baudocks für Schiffbau und Stapellauf zu tragen. Das für den Bau der Schiffe benötigte Holz konnte aus dem nahegelegenen New Forest beschafft werden.
Der Schiffbau in Buckler’s Hard begann Anfang des 18. Jahrhunderts und gewann 1744 unter Henry Adams nationale Bedeutung. Kurz nach der Gründung seiner eigenen Werft in Buckler’s Hard sicherte Adams sich eine Reihe von Aufträgen der Royal Navy. Er leitete in den folgenden 60 Jahren den Bau von 43 Schiffen der Royal Navy in seiner Werft in Buckler’s Hard, darunter die HMS Euryalus, die HMS Swiftsure und die HMS Agamemnon, die 1805 in der Schlacht von Trafalgar eingesetzt wurden.
Im 19. Jahrhundert ging die Bedeutung des Schiffsbaus zurück. Während des Zweiten Weltkriegs wurden in Buckler’s Hard Motortorpedoboote gebaut, und der Fluss war Liegeplatz für Hunderte Landungsfahrzeuge für die Operation Overlord zur Invasion der Normandie.
Heute spielt der Tourismus für Buckler’s Hard die größte Rolle. Es gibt ein kleines Marine-Museum und einen modernen Yachthafen. Buckler’s Hard war Start- und Zielpunkt für die Einhand-Weltumseglung von Francis Chichester 1966/1967 in seiner Segelyacht Gipsy Moth IV.